# Claude Lévi-Strauss
Claude Lévi-Strauss (ur. 28 listopada 1908 w Brukseli, zm. 30 października 2009 w Paryżu) – francuski antropolog. Twórca strukturalizmu w antropologii kulturowej.

## Lata wędrówki i nauki
Rodzina Lévi-Straussa opuściła Belgię podczas I wojny światowej i przeniosła się do Francji. Claude dorastał w XVI dzielnicy Paryża, mieszkał przy ulicy Nicolasa Poussina. Uczył się w ekskluzywnym Liceum Hoche w Wersalu, potem w Janson-de-Sailly w Paryżu. Studiował prawo i filozofię na Sorbonie. Nie ukończył studiów prawniczych; w 1931 roku otrzymał agregację z filozofii. Po kilku latach nauczania filozofii w gimnazjach w Mont-de-Mersan i Laon, namówiony przez Celestyna Bougle, dyrektora École normale supérieure, postanowił w 1935 roku wziąć udział we francuskiej misji kulturalnej w Brazylii. Wykładał jako profesor gościnny na uniwersytecie w São Paulo.
W Brazylii mieszkał do 1939 roku; w tym czasie przeprowadził pierwsze terenowe badania etnograficzne, badając regiony Mato Grosso i dżungli amazońskiej. Badał życie ludów Guaycuru i Bororo, mieszkając przez jakiś czas wśród tych plemion. Po kilku latach powrócił tam, prowadząc drugą roczną wyprawę, której celem było poznanie ludów Nambikwara i Tupi-Kawahib. Edmund Leach sugeruje, że na podstawie informacji zawartych w Smutku tropików, Lévi-Strauss w żadnym z opisywanych przez siebie miejsc nie mógł spędzić więcej niż kilka tygodni, a zatem nigdy nie był w stanie swobodnie rozmawiać z tubylczymi informatorami w ich własnych językach.
Do Francji powrócił w roku 1940, żeby zaciągnąć się do wojska; po kapitulacji kraju Lévi-Strauss, z pochodzenia Żyd, musiał uciekać z Paryża. Otrzymał wówczas stanowisko w New School for Social Research, a wraz z zaproszeniem otrzymał też prawo wjazdu do USA. Nauczał tam wraz z innymi emigrantami, wśród których znajdowali się: Jacques Maritain, Henri Focillon i Roman Jakobson; był jednym z członków założycieli École Libre des Hautes Études, uniwersytetu dla studentów francuskich na uchodźstwie.
Spędzone w Nowym Jorku lata wojny oraz przyjaźń z Romanem Jakobsonem wywarły istotny wpływ na dzieło Lévi-Straussa i na ukształtowanie się jego teorii strukturalnych. Wtedy też poznał antropologię amerykańską, której głównym przedstawicielem był wówczas Franz Boas, wykładający na nowojorskim Columbia University, który w 1942 roku zmarł na zawał serca w trakcie obiadu z Lévi-Straussem. Fakt, że Lévi-Strauss ukształtował swe wczesne dzieło pod silnym wpływem antropologii amerykańskiej, pomógł mu zdobyć akceptację na kontynencie amerykańskim.
W latach 1945–1948 pracował jako attaché kulturalny w ambasadzie francuskiej w Waszyngtonie.

## Podwaliny systemu
W roku 1948 wrócił do Paryża, gdzie na Sorbonie obronił pracę doktorską; zgodnie z tradycją francuską złożył dwie tezy (większą i mniejszą): Rodzina i życie społeczne Nambikwarów oraz Elementarne struktury pokrewieństwa.
Praca Elementarne struktury pokrewieństwa opublikowana została w 1949 roku, stała się jednym z najważniejszych dzieł antropologicznych na ten temat. Simone de Beauvoir, która recenzowała tę książkę, uznała, że dzieło to zawiera ważne stwierdzenia na temat pozycji kobiet w społeczeństwach niezachodnich. Praca ta, już w tytule aluzyjnie nawiązując do Elementarnych form życia religijnego Durkheima, bada, w jaki sposób ludzie organizują swe życie rodzinne, raczej na podstawie struktur logicznych, jakie legły u podstaw form życia rodzinnego, niż na podstawie ich treści. Podczas gdy angielski antropolog Alfred Reginald Radcliffe-Brown twierdził, że pokrewieństwo zasadza się na „zstępowaniu” od wspólnego przodka, Lévi-Strauss uważał, że opiera się ono na „więzi” między dwiema rodzinami: więzi powstającej wówczas, gdy kobiety z jednej grupy poślubiają mężczyzn z drugiej grupy.
W latach czterdziestych i pięćdziesiątych XX wieku Lévi-Strauss zajmował się pracą pisarską i naukową. Po powrocie do Francji zaangażował się w administrowanie CNRS i Maison de science de l’homme; w końcu otrzymał stanowisko w V Sekcji École pratique des hautes études – jego poprzednikiem na tym stanowisku był Marcel Mauss. V Sekcja, znana jako „sekcja nauk o religii”, przemianowana została przez tego ostatniego na sekcję „religioznawstwa porównawczego ludów niepiśmiennych”.

## Dojrzewanie dzieła
Choć Lévi-Strauss był już dobrze znany w kręgach intelektualistów francuskich, sławę najpopularniejszego intelektualisty francuskiego przyniosła mu opublikowana w roku 1955 książka Smutek tropików. Stanowiła ona diariusz z podróży po Brazylii, gdzie przebywał w latach trzydziestych, uczestnicząc m.in. w wyprawach badających plemiona indiańskie, a obok analiz etnograficznych zawarł w niej refleksję filozoficzną. Napisana w tak świetnym literackim stylu, że jurorzy Nagrody Goncourtów ubolewali, że z powodów formalnych (nie była powieścią) nie mogą jej uhonorować tym wyróżnieniem.
W 1959 roku Lévi-Strauss otrzymał katedrę antropologii społecznej w Collège de France. W tym samym roku opublikował Antropologię strukturalną 1 – zbiór esejów zawierających program strukturalizmu.
W tym samym czasie Lévi-Strauss podjął próby stworzenia we Francji antropologii jako dyscypliny naukowej – w związku z tym powołał do życia Laboratorium Antropologii Społecznej, gdzie mogliby studiować ten przedmiot nowi studenci; wyniki badań publikował w założonym przez siebie czasopiśmie „L’Homme”.

## Sława
W 1962 roku Lévi-Strauss opublikował książkę Myśl nieoswojona, poświęconą myśli pierwotnej i formom myślenia pierwotnego. W pierwszej części tego dzieła przedstawił teorię kultury i kulturę teorii, w drugiej części zawarł wywody teoretyczne części pierwszej na teorię historii i zjawisko wymiany społecznej. W ten sposób Lévi-Strauss zaangażował się w dyskusję z Jean-Paulem Sartrem na temat natury wolności ludzkiej. Sartre’owska filozofia egzystencjalna z jednej strony uznawała, że istoty ludzkie są zasadniczo wolne i mogą czynić, co im się podoba, z drugiej jednak strony lewicowy Sartre uważał, że indywidua są ograniczone w swej wolności przez narzucane im siłą ideologie. Lévi-Strauss polemizował z jego teoriami. Echa tej debaty pomiędzy strukturalizmem a egzystencjalizmem inspirowały dzieła innych autorów, na przykład Pierre’a Bourdieu.
Już jako uczony o światowej sławie Lévi-Strauss spędził drugą połowę lat sześćdziesiątych, pracując nad czterotomowym studium pt. Mythologiques. Wychodząc od jednego południowoamerykańskiego mitu, śledził wszystkie jego warianty pojawiające się na ziemiach od Ameryki Środkowej aż do koła podbiegunowego i badał, w jaki sposób mit ten się rozprzestrzenia. Uczynił to w sposób typowo strukturalistyczny, nie zajmując się treścią, analizował strukturę pokrewieństwa pomiędzy elementami opowieści, leżącą u podstaw wędrówki mitu. Jak Myśl nieoswojona zawiera główne elementy teorii, tak Mythologiques stanowią rozległą analizę przykładów, które mają tę teorię egzemplifikować. Ostatni, czwarty tom Mythologiques ukazał się w 1971 roku.
24 maja 1973 roku Lévi-Strauss został członkiem Akademii Francuskiej – tym samym otrzymał najwyższe wyróżnienie, jakie może stać się udziałem francuskiego intelektualisty. W ślad za tym poszło wiele innych wyróżnień, odznaczeń i zaszczytów. Był doktorem honoris causa m.in. Oxfordu, Yale, Harvardu, Columbii i Johns Hopkins University.
Zmarł 30 października 2009 roku, miesiąc przed swymi 101. urodzinami. Jego ostatnią wolą był skromny pogrzeb (został pochowany na cmentarzu w miejscowości Lignerolles), w którym uczestniczyli wyłącznie najbliżsi członkowie rodziny. Zgodnie z jego życzeniem informacja o jego śmierci została upubliczniona już po pogrzebie.

## Odznaczenia
- Krzyż Wielki Legii Honorowej (Francja)
- Komandor Narodowego Orderu Zasługi (Francja)
- Komandor Orderu Palm Akademickich (Francja)
- Komandor Orderu Sztuki i Literatury (Francja)
- Komandor Orderu Korony (Belgia)
- Komandor Orderu Krzyża Południa (Brazylia)
- Krzyż Wielki Narodowego Orderu Zasługi dla Nauki (Brazylia)
- Złota i Srebrna Gwiazda Orderu Wschodzącego Słońca (Japonia)

Był członkiem zagranicznym Królewskiej Holenderskiej Akademii Sztuk i Nauk.

## Publikacje
- Les structures élémentaires de la parenté, 1949
- Races et histoire, 1952
- Tristes tropiques, 1955
- Anthropologie structurale, 1958
- Le totémisme aujourd’hui, 1962
- La pensée sauvage, 1962
- Les mythologiques: Le cru et le cuit, 1964
- Les mythologiques: Du miel aux centres, 1967
- Les mythologiques: L’origine des manières de table, 1968
- Les mythologiques: L’Homme nu, 1971
- La voie des masques, 1975
- Le regard éloigné, 1983
- La Potière jalouse, 1985
- De près et de loin, 1988
- Histoire de lynx, 1991
- L’Anthropologie face aux problèmes du monde moderne, 2011

## Tłumaczenia prac na język polski
- Smutek tropików, tł. A. Steinsbergowa, wyd. I: Warszawa 1960, Wyd. PIW; wyd. II: Łódź 1992, Wydawnictwo Opus; wyd. III: Warszawa 2008, Wydawnictwo Aletheia, s. 446, ISBN 978-83-61182-24-5 (Tristes tropiques 1955)
- Antropologia strukturalna, wyd. I: 1970, wyd. II: Warszawa 2000, Wydawnictwo KR, s. 434, ISBN 83-86989-67-X, wyd. III: Warszawa 2009, Wydawnictwo Aletheia, s. 454, ISBN 978-83-61182-31-3 (Anthropologie structurale 1958)
- Antropologia strukturalna tom II, Warszawa 2001, Wydawnictwo KR, s. 320, ISBN 83-86989-93-9.
- Totemizm dzisiaj, wyd. I: Warszawa 1968 PWN, wyd. II: 1998 Wydawnictwo KR, s. 144, ISBN 83-86989-24-6 (Le totémisme aujourd’hui 1962)
- Myśl nieoswojona, wyd. I: Warszawa 1969, PWN, seria Biblioteka Socjologiczna, s. 416; wyd. II: 2001, Wydawnictwo KR, s. 398, ISBN 83-86989-99-0 (La pensée sauvage, 1962)
- Surowe i gotowane, tł. Maciej Falski, Wydawnictwo Aletheia, s. 382, ISBN 978-83-61182-46-7 (Les mythologiques. Le cru et le cuit, 1964)
- Od miodu do popiołów, tł. Bogdan Baran, Wydawnictwo Aletheia, s. 410, ISBN 978-83-62858-40-8 (Les mythologiques. Du miel aux centres, 1967)
- Drogi masek, Łódź 1985, Wydawnictwo Łódzkie, seria Człowiek i Jego Cywilizacja, s. 146, ISBN 83-218-0483-7 (La voie des masques 1975)
- Spojrzenie z oddali, Warszawa 1993, PIW, s. 446, ISBN 83-06-02310-2 (Le regard éloigné 1983)
- (z Eribon Didier) Z bliska i z oddali, Łódź 1994, Wydawnictwo Opus, s. 221, ISBN 83-7089-014-8 (De près et de loin 1988)
- Opowieść o rysiu, Łódź 1994, Wydawnictwo Opus, s. 292, ISBN 83-7089-019-9 (Histoire de lynx 1991)
- Antropologia wobec problemów współczesnego świata, tł. Maciej Falski, Kraków 2013, Wydawnictwo UJ, s. 122, ISBN 978-83-23334-31-6 (L’Anthropologie face aux problèmes du monde moderne 2011)
- Elementarne struktury pokrewieństwa, tł. Maciej Falski, 2012, Oficyna Wydawnicza Volumen, s. 580, ISBN 978-83-7233-021-5 (Les structures élémentaires de la parenté, 1949)
- Mit i znaczenie, tł. Monika Eccles, Rafał Wiśniewski, Wyd. Narodowe Centrum Kultury, ISBN 978-83-7982-399-4 (Myth and Meaning. Five talks for radio by Claude Lévi-Strauss, 1978)